# Addis Abebe
Addis Abebe, född den 5 september 1970, är en etiopisk friidrottare inom långdistanslöpning.
Han tog OS-brons på 10 000 meter vid friidrottstävlingarna 1992 i Barcelona.